# Jiangzhi
Jiangzhi (kinesiska: 讲治镇, 讲治) är en köping i Kina. Den ligger i provinsen Sichuan, i den sydvästra delen av landet, omkring 370 kilometer öster om provinshuvudstaden Chengdu. Antalet invånare är 21 731. Befolkningen består av 10 617 kvinnor och 11 114 män. Barn under 15 år utgör 21,0 %, vuxna 15-64 år 66 %, och äldre över 65 år 12,0 %.
Genomsnittlig årsnederbörd är 1 630 millimeter. Den regnigaste månaden är september, med i genomsnitt 296 mm nederbörd, och den torraste är januari, med 14 mm nederbörd.